# 土佐山内氏
土佐山内氏（とさやまうちし）は、武家・華族だった日本の氏族。山内一豊が豊臣秀吉のもとで大名に出世し、江戸時代には宗家は土佐藩主家、維新後には華族の侯爵家に列した。通字は「豊」。
「山内」は「やまのうち」と読まれることもあるが、山内家では「やまうち」と読んでいる。

## 歴史

### 安土桃山時代以前
藤原北家秀郷流の備後山内氏の分家で、山内宗俊の五男俊家を祖と考えられているが、真相については定かではなく有力な資料がないのが現状である。
戦国時代、まだ池田恒興や前田利家、柴田勝家や佐々成政が下級武士だったころ、山内盛豊は尾張国守護代の織田氏嫡流の岩倉城主織田敏信に家老として仕え、黒田城主でもあった。しかし盛豊は、当時山内氏よりも下位にあった清洲三奉行の一つ、清洲織田家当主織田信長に侵攻され、長男の十郎と共に自害して果てた。

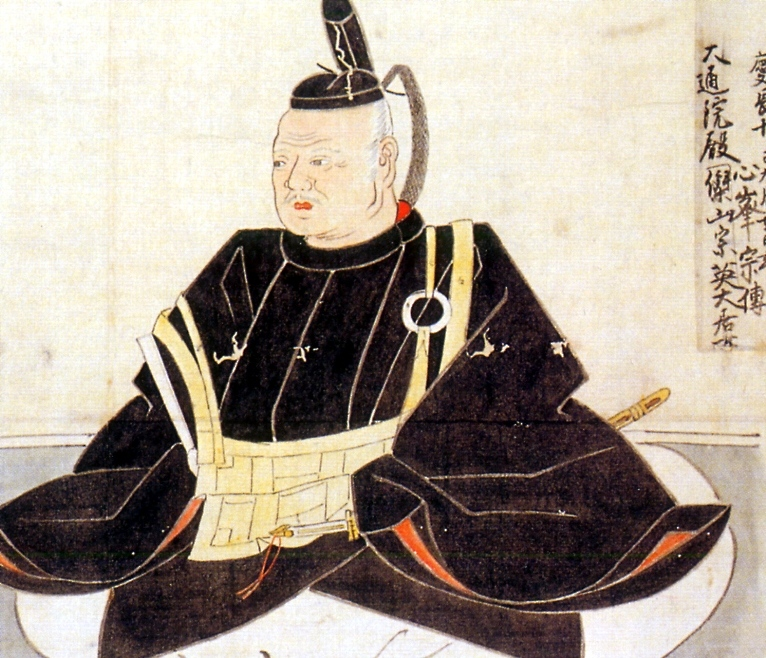
山内一豊

盛豊の息子らは裸一貫となって流浪することになるが、三男の山内一豊が信長、ついで豊臣秀吉に仕えて大名に出世した。天正元年に遠江国長浜唐国において400石を与えられたのを皮切りに、天正5年に播磨国において2000石、天正11年に河内国交野郡のうち360石、天正12年に近江国高島郡長浜において5000石を加えられ、天正13年6月4日には若狭国西縣を与えられたことで1万9800石を領する大名となった。同年閏8月には西縣から近江国北郡に移封されて2万石を領して長浜城主となり、1万石を預かって3万石の軍役を務めた。
天正14年には対馬守の受領を与えられ、天正18年には遠江国榛原郡および佐野郡に移封されるとともに加増があり、5万石を領して佐野郡掛川城主となった。同年さらに同国内において9000石の加増があり、5万9000石となり、さらに一宮の地1万9000石を預けられた。
文禄3年には伊勢国鈴鹿郡に1000石、さらに文禄4年に遠江国内において9000石が加増された（この両年の加増については藩翰譜には掲載がない）。

### 江戸時代

#### 土佐藩主家
一豊は慶長5年の関ヶ原の戦いでは東軍に与し、その恩賞で同年11月に徳川家康から土佐国を与えられ、土佐藩20万2600石の大藩を成した。俗に「土佐24万石」とも称されるが、元和元年（1615年）、土佐藩が高直しを願い出るも幕府はこの申告を認めず、その後も江戸期の間は朱印状は従来のまま「20万2600石余」だった。しかし、明治維新後に明治政府から24万2000石が公称高として認められている。
土佐国はそれまで長宗我部氏が領しており、長宗我部に仕えていた半農半兵の家臣（一領具足）たちは郷士という下士身分に組み込んだ。上士のほとんどは藩祖一豊に従って来国したことを誇ったが、下士への差別が根深く、幕末維新の政争にも影響を及ぼした。
慶長15年に松平姓を与えられたが、歴代の土佐藩主は将軍の偏諱は受けなかった。官位は慶長8年に一豊が従四位下土佐守に叙されたのを端緒として、歴代藩主もその官位に叙されている。領地と官位（国守としての差配地＝この時期には全く実態がない）が完全一致している数少ない近世大名だった。また明治の廃藩置県の際「一県一国一藩一氏」だった大名としても稀有であった。

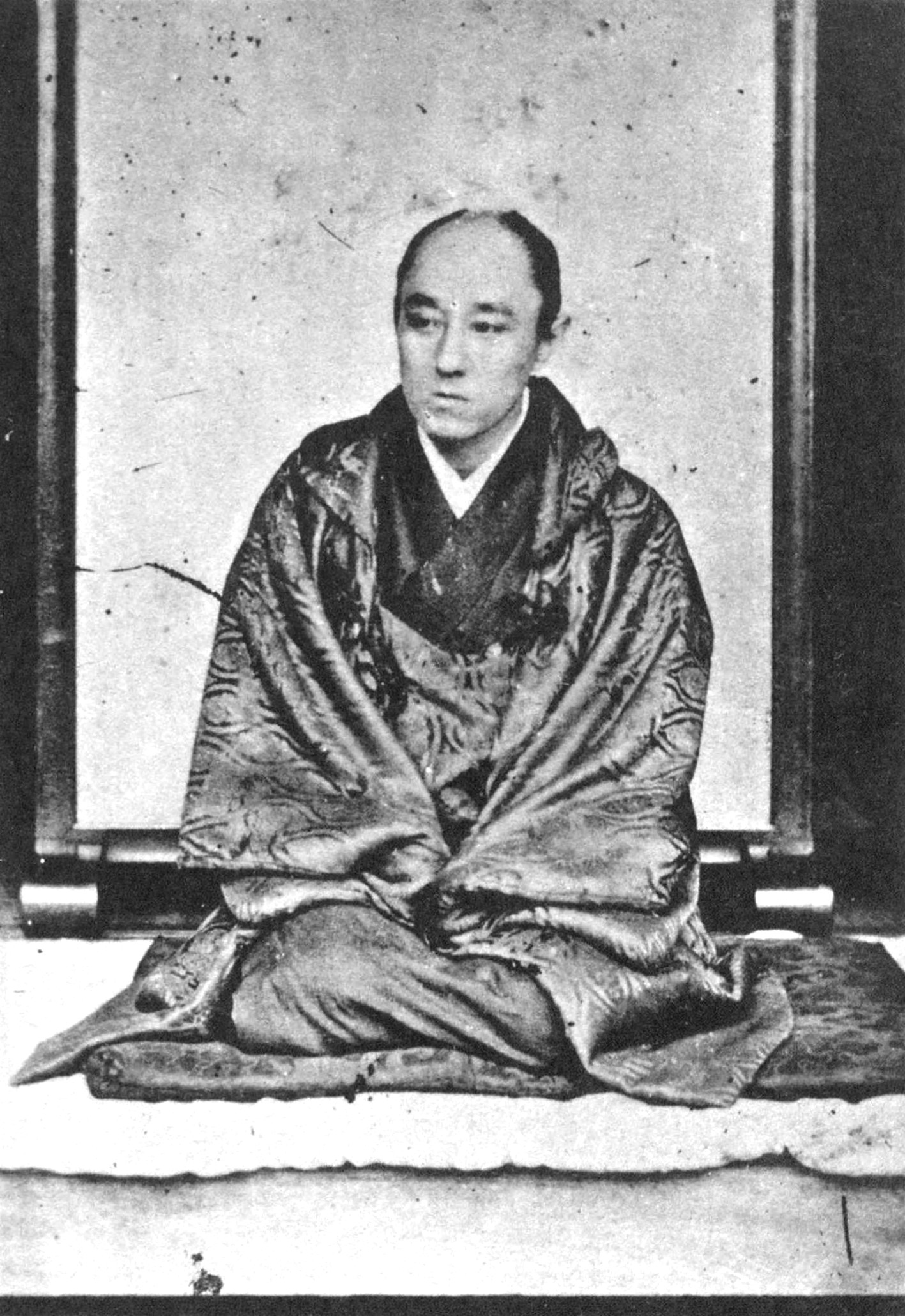
山内容堂（豊信）

幕末には藩主の山内豊信（容堂）の公武合体論と土佐勤王党の尊皇攘夷論が絡み合いながら進展したが、坂本龍馬の献策を基本とする大政奉還建白によって土佐藩は時代転換の役割を果たすことになった。戊辰戦争では山内豊信とその養子で藩主となった山内豊範は、官軍として戦功を挙げた。維新後、華族の侯爵家に列する（→山内侯爵家）。

#### 分家の大名
- 幡多郡の中心地にあたる中村は山内氏の土佐入封時から重要視され、一豊の実弟の康豊がここに2万石で入封した。康豊の子忠義が土佐藩の2代藩主となったため、中村藩は一度廃藩するも、明暦2年の忠義の隠居の際に二男の忠直に中村3万石が分与されたことで中村藩が再立藩された[10]。忠直の子豊明が3代中村藩主となり、将軍徳川綱吉に若年寄に取り立てられたが、辞職を願い出たことで綱吉の不興を買い、元禄2年に改易にされた[11]。中村は一時幕府の預地にされたが、最終的には土佐藩の直轄領に戻された[12]。
- 2代土佐藩主山内忠義の四男一安は、明暦2年に切米3000俵を受けて旗本に列し、山内豊明の三男豊清がその跡を継ぎ、元禄10年に切米を上総国・下野国・常陸国内において3000石の領地に替えられた[13]。宝暦9年に山内宗家から内廩米1万俵を分与されたことで1万3000石となり大名に列する（高知新田藩）。麻布に江戸屋敷があったことから麻布山内家とも呼ばれた。廃藩置県まで存続し、維新後華族の子爵家に列する（→山内子爵家（高知新田） ）。

### 明治以降
維新後、山内氏からは5家の華族家（侯爵家1家、子爵家2家、男爵家2家）が出た。

#### 山内侯爵家
明治維新後の明治2年（1869年）に山内豊信（容堂）の養子である土佐藩主山内豊範は薩長肥の藩主とともに版籍奉還を建白。同年6月17日に版籍奉還に伴い知藩事に転じるとともに華族に列した。同月に豊信・豊範の戊辰戦争における戦功により賞典禄として永世禄4万石を下賜された。同年9月には容堂に従一位の位階が与えられるとともに、追加の賞典禄として、さらに終身禄5000石が下賜された。その後豊範は、明治4年7月14日の廃藩置県に伴う罷免まで藩知事を務めた。
版籍奉還の際に定められた家禄は、現米で1万9301石。
明治9年（1876年）の金禄公債証書発行条例に基づき、家禄と賞典禄（実額1万石）の合計2万9301石と引き換えに支給された金禄公債の額は66万8199円54銭5厘（華族受給者中7位）。
明治前期の豊範の住居は東京市日本橋区箱崎町にあった。当時の家扶は前野久米。
明治17年（1884年）7月7日の華族令施行によって華族が五爵制になると豊範は旧大藩知事として侯爵に列せられた。
明治19年に豊範が死去。豊景が爵位を家督を相続。彼は明治33年に陸軍少尉に任官して以降累進して明治43年に少佐階級まで昇進した陸軍軍人だった。日露戦争中には参謀総長山縣有朋大将付きの伝令使を務めて功五級を賜った。予備役入り後は侯爵として無選挙・終身で貴族院議員を務めた。豊景夫人の禎子は伏見宮貞愛親王第一王女。
山内侯爵家は資産運用をうまくやり、大正末から昭和初期、実業家たちの発展に押されて旧大名華族は相対的に没落し、金満家大番付から旧大名華族の名前が徐々に消えていく時世の中でも前田侯爵家や鍋島侯爵家と並んで番付に名前を残し続けた家だった。
豊景の代の昭和前期に山内侯爵家の邸宅は東京市渋谷区代々木山谷町にあった。
豊景の養子（分家の山内豊静男爵の次男）の豊秋は中佐まで昇進した陸軍軍人だった。
2010年（平成22年）には、豊秋の子山内豊功が、長宗我部氏の末裔長宗我部友親と共に高知県知事尾﨑正直のもとへ表敬訪問を行っている。
なお、山内侯爵家からは、容堂の長男豊尹を祖とする分家の山内子爵家と、容堂の三男豊静を祖とする分家の男爵家が創立されている（→山内子爵家（豊尹）、山内男爵家（豊静））。

#### 山内子爵家（高知新田）
慶応4年(明治元年)正月14日に高知新田藩主山内豊福が死去、9月に山内豊充の長男山内豊誠が家督と藩主の地位を相続、版籍奉還により同藩藩知事に転じるとともに華族に列し、廃藩置県まで藩知事を務めた。版籍奉還により同藩藩知事に転じるとともに華族に列し、明治4年7月14日の廃藩置県に伴う罷免まで藩知事を務めた。またこの間の明治3年11月10日から明治4年7月28日まで次侍従を務めていた。
版籍奉還の際に定められた家禄は、現米で472石。
明治9年（1876年）の金禄公債証書発行条例に基づき、家禄と引き換えに支給された金禄公債の額は2万699円29銭3厘（華族受給者中222位）。
明治前期の豊誠の住居は東京市日本橋区箱崎町の宗家邸にあった。当時の家扶は茂木邦紹。
明治17年（1884年）7月7日の華族令施行によって華族が五爵制になると翌8日に旧小藩知事として豊誠は子爵に叙された。
豊誠は宮内省・司法省御用掛を経て法曹界に入り、判事や検事を歴任し、その後貴族院の子爵議員に当選する。彼は貴族院の院内最大会派研究会の創立時の幹部の一人である。
明治41年に豊誠が死去した後、長男の豊英が爵位と家督を相続。駿豆鉄道会社の取締役、保安商事、昭和商事などの監査役を務めるなど実業家として活躍。当時の子爵家の住居は東京市渋谷区代々木本町にあった。

#### 山内子爵家（豊尹）
当家は山内侯爵家の分家であり、山内容堂の長男豊尹を祖とする。豊尹は明治12年10月に山内宗家から分家して別戸を編製。父の維新の功が認められて、明治17年7月に特旨により男爵に叙され、さらに明治24年（1891年）4月には子爵に陞爵している。
大正元年に豊尹が死去した後、豊陽が爵位と家督を相続。大正7年に豊陽の弟の豊健が爵位と家督を相続。彼の代の昭和前期の子爵家の住居は東京市渋谷区幡谷本町にあった。

#### 山内男爵家（豊静）
当家は山内侯爵家の分家であり、山内容堂の三男豊静を祖とする。豊静は父の維新の功により明治39年12月に男爵位を許され、山内宗家から分家して別戸を編製。
昭和12年に豊静が死去した後、豊春が爵位と家督を相続。豊春は中尉まで昇進した陸軍軍人だった。彼の代の昭和前期に男爵家の住居は高知県高知市鷹匠町の山内侯爵邸内にあった。

#### 山内男爵家（南邸）
当家は土佐藩主山内家の一門家臣だった家で山内容堂の弟豊著を祖とする。豊著の子豊積は明治22年3月に維新の功により特旨により男爵に叙された。
豊積は明治27年に死去し、長男の豊政が爵位と家督を相続。彼は貴族院の男爵議員に当選して務めた。豊政の代の昭和前期に男爵家の住居は東京市大森区田園調布にあった。

## 家紋
土佐山内氏が使用した家紋は、「土佐柏」「山内一文字」「土佐桐」である。
「土佐柏」は、「丸に三つ細柏」の図案と同様で、一豊の時は通常の三つ柏よりやや細い程度の葉の図案が使用されていたが、江戸時代には（図1）の図案となった。幕末から明治時代、土佐藩を母体とした企業であった九十九商会や後の三菱商会のスリーダイヤはこれに由来する。
「山内一文字」（図2）は、一文字とはいうが同じ大きさの一文字を上下に2本描く。またの名を「白黒一文字（しろくろいちもんじ）」ともいうように、上を日向に描き下を陰に描くことで陰陽を表している。これは、陰陽ともに敵なしという意味である。
「土佐桐」は豊臣秀吉によって下賜された桐紋をアレンジしたものである。

（図1）土佐柏
（図2）山内一文字
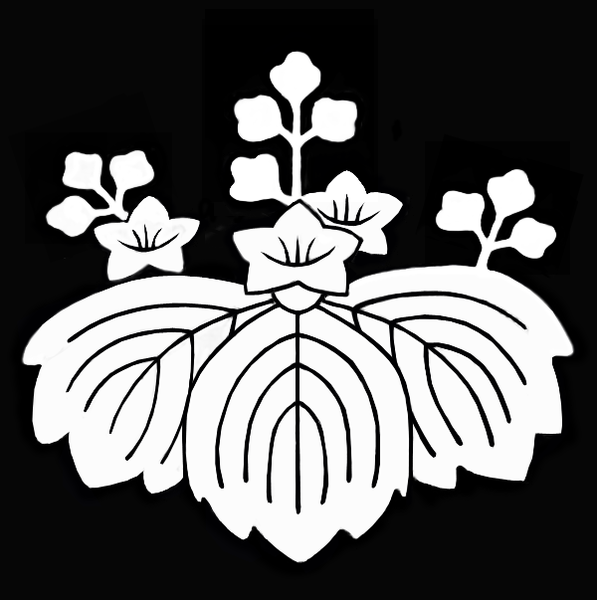
（図3）土佐桐